# 3409 Абрамов
3409 Абрамов (енгл. 3409 Abramov) је астероид главног астероидног појаса са средњом удаљеношћу од Сунца која износи 2,853 астрономских јединица (АЈ).
Апсолутна магнитуда астероида је 12,0.